# Nyil Luscsak
Nyil Luscsak (ukránul: Ніл Лущак, magyarul Luscsák Nílus néven is említve) (Ungvár, 1973. május 22. –) ferences szerzetes, munkácsi görögkatolikus segédpüspök, 2020 és 2024 között az egyházmegye apostoli adminisztrátora.

## Pályafutása
1996. július 2-án szentelte pappá Szemedi János munkácsi görögkatolikus püspök. 2009-ben belépett a a ferences rendbe, ahol 2010. augusztus 19-én ideiglenes, 2012. december 14-én örökfogadalmat tett.

### Püspöki pályafutása
2012. november 19-én flenucletai címzetes püspökké és munkácsi görögkatolikus segédpüspökké nevezték ki. 2013. január 12-én szentelte püspökké Milan Šašik munkácsi görögkatolikus püspök, William Charles Skurla pittsburgh-i görögkatolikus érsek és Cyril Vasiľ címzetes érsek segédletével.
2020. július 20-án, Milan Šašik püspök halálát követően az egyházmegye apostoli adminisztrátorává nevezték ki; ezt a tisztséget 2024. július 16-ig, Teodor Macapula püspökké szenteléséig töltötte be.